# Boehmeria beyeri
Boehmeria beyeri är en nässelväxtart som beskrevs av Charles Budd Robinson. Boehmeria beyeri ingår i släktet Boehmeria och familjen nässelväxter. Inga underarter finns listade i Catalogue of Life.